# تشاة ذوالفقار (مقاطعة دورة)
تشاة ذوالفقار (بالفارسية: چاه ذوالفقار) هي قرية تقع في قسم تشكن الريفي (مقاطعة دورة) في إيران. يقدر عدد سكانها بـ 492 نسمة بحسب إحصاء 2016.